# Karol Niemczycki
Karol Niemczycki (Cracovia, 5 luglio 1999) è un calciatore polacco, portiere dell'Ashdod in prestito dal Darmstadt.

## Caratteristiche tecniche
È un portiere, dotato di estrema agilità.

## Carriera

### Nazionale
Il 26 marzo 2021 viene convocato per la prima volta in nazionale maggiore dal neo CT Paulo Sousa per le gare di qualificazione al mondiale di calcio 2022 contro Andorra e Inghilterra.

## Statistiche

### Presenze e reti nei club
Statistiche aggiornate al 28 giugno 2020.
| Stagione        | Squadra             | Campionato      | Campionato | Campionato | Coppe nazionali | Coppe nazionali | Coppe nazionali | Coppe continentali | Coppe continentali | Coppe continentali | Altre coppe | Altre coppe | Altre coppe | Totale | Totale |
| Stagione        | Squadra             | Comp            | Pres       | Reti       | Comp            | Pres            | Reti            | Comp               | Pres               | Reti               | Comp        | Pres        | Reti        | Pres   | Reti   |
| --------------- | ------------------- | --------------- | ---------- | ---------- | --------------- | --------------- | --------------- | ------------------ | ------------------ | ------------------ | ----------- | ----------- | ----------- | ------ | ------ |
| 2017-2018       | NAC Breda           | ER              | 1          | 0          | KNVB            | 0               | 0               | -                  | -                  | -                  | -           | -           | -           | 1      | 0      |
| 2018-2019       | NAC Breda           | ER              | 1          | -2         | KNVB            | 0               | 0               | -                  | -                  | -                  | -           | -           | -           | 1      | -2     |
| 2019-2020       | Puszcza Niepołomice | 1L              | 29         | -32        | PP              | 0               | 0               | -                  | -                  | -                  | -           | -           | -           | 29     | -32    |
| 2020-2021       | KS Cracovia         | E               | 23         | -22        | PP              | 4               | -1              | -                  | -                  | -                  | -           | -           | -           | 27     | -23    |
| Totale carriera | Totale carriera     | Totale carriera | 54         | -54        |                 | 4               | -1              |                    | 0                  | 0                  |             | -           | -           | 58     | -55    |